# I'm Your Fan
I'm Your Fan. The Songs of Leonard Cohen by è un album tributo dedicato a Leonard Cohen realizzato nel 1991 con il contributo di vari artisti. Tutte le canzoni sono di Leonard Cohen, tranne Don't Go Home With Your Hard-On e True Love Leaves No Traces firmate anche da Phil Spector.

## Tracce
1. The House of Love – Who By Fire – 2:27
2. Ian McCulloch – Hey That's No Way to Say Goodbye – 3:21
3. Pixies – I Can't Forget – 3:24
4. That Petrol Emotion – Stories of the Street – 4:58
5. The Lilac Time – Bird on the Wire – 3:18
6. James – So Long, Marianne – 4:28
7. Geoffrey Oryema – Suzanne – 4:48
8. Jean-Louis Murat – Avalanche IV – 5:13
9. David McComb and Adam Peters – Don't Go Home With Your Hard-On – 5:14
10. R.E.M. – First We Take Manhattan – 6:05
11. Lloyd Cole – Chelsea Hotel – 3:25
12. Robert Forster – Tower of Song – 3:19
13. Peter Astor – Take This Longing – 4:39
14. Dead Famous People – True Love Leaves No Traces – 3:37
15. Bill Pritchard – I'm Your Man – 4:00
16. The Fatima Mansions – A Singer Must Die – 3:52
17. Nick Cave and the Bad Seeds – Tower of Song – 5:40
18. John Cale – Hallelujah – 4:06